# Saint-Clair-d'Arcey
Pour les articles homonymes, voir Saint-Clair.
Saint-Clair-d'Arcey est une ancienne commune française située dans le département de l'Eure, en région Normandie. Depuis le 1er janvier 2019, elle est une commune déléguée de Treis-Sants-en-Ouche.

## Géographie

### Localisation
Saint-Clair-d'Arcey est une commune de l'Ouest du département de l'Eure. Elle appartient à la région naturelle du Pays d'Ouche.
| Bernay                  |                                           | Fontaine-l'Abbé                                         |
| Saint-Aubin-le-Vertueux | Saint-Clair-d'Arcey                       | Corneville-la-Fouquetière                               |
|                         | Mesnil-en-Ouche (comm. dél. de Granchain) | Mesnil-en-Ouche (comm. dél. de Saint-Aubin-le-Guichard) |

## Toponymie
Attesté en latin médiéval sous les formes Dercaium (charte d’Adam de Cierrey) et Darceium au XIIe siècle, Sanctus Clarus de Derchaio, Sanctus Clarus de Dercaio in Oca (charte de Raoul de Cierrey, évêque d’Évreux) et Sancti Clari de Derchaio en 1220, puis sous la forme du normand septentrional Sanctus Clarus de Darchai et Darchai en 1288, Saint Cler de Dersay en 1391 (titres du chapitre d’Évreux), Saint Cler de Dercey en 1450 (aveu de l’abbé de Bernay), Saint Cler de Dressey en 1469 (monstre), Dercy en 1648 (L. P.), Saint-Clair-d’Hercé en 1805 (Masson Saint-Amand).
Nom de type gallo-roman en -ACU (autrement noté -acum), composé avec le nom de personne gaulois Dercius (CIL XII 5788, inscription de Marseille) ou Darsius, d'après le nom d'un poisson (cf.  latin tardif darsus, d'origine celtique ; breton dars « poisson dard »). Dans ces deux cas, l'archétype serait *DERCIACU ou *DARSIACU.
Même toponyme que Darcey (Darciaco 722), Dercé (Darciaco 987), Dercy (Derciacum 1065, etc.).
La graphie -d'Arcey pour *Darcey est aberrante. La forme normande, citée en 1288, s'explique par la situation du village en bordure de la ligne Joret qui a fluctué selon les époques.
L'hagiotoponyme Saint-Clair se réfère à Clair de Normandie, jadis populaire dans les diocèses de Coutances, de Caen et de Rouen.

## Histoire
(juillet 2013).
Si vous disposez d'ouvrages ou d'articles de référence ou si vous connaissez des sites web de qualité traitant du thème abordé ici, merci de compléter l'article en donnant les références utiles à sa vérifiabilité et en les liant à la section « Notes et références ».
L’histoire de Saint-Clair-d’Arcey est presque totalement inconnue. Le seul élément à ce sujet concerne les relations entre ce village et le chapitre de la cathédrale d’Évreux (communauté de chanoines). C’est dans un document de 1220 qu’on trouve cette mention : « Noverit universitas vestra quod, cumdilectus filius et canonicus noster Willelmus Bole jus patronarus Santi Clari de Derchaio... »
Le hameau les Granges l’Abbé, situé sud-est de l'église du village, a pu garder, dans son étymologie, le souvenir de cette dépendance vis à vis des religieux. Il est probable que se trouvait à cet endroit, la ou les grange(s) dimière(s) qui étai(en)t utilisée(s) pour entreposer les impôts en nature perçus par les religieux.
Dans la charte de confirmation des biens du chapitre Raoul de Cierrai en 1221, on trouve le passage suivant relatif à Saint-Clair-d’Arcey : Universitas decimas ecclesiae « sancti Clari de Dercaio in Oca ». In Oca est une mauvaise latinisation du nom d'Ouche, désigné antérieurement Utica et signifie qu'au début du XIIIe siècle, on considérait que le village se trouvait dans la forêt que l'on nomme actuellement forêt de Beaumont-le-Roger. Cette forêt était antérieurement déjà désignée ainsi puisque dans un document de Roger, seigneur de Beaumont-le-Roger, datant de la deuxième moitié du XIe siècle, il est écrit foresta quae vocatur Occa.
Il est assez probable que le village de Saint Clair d'Arcey soit né du défrichement d’une partie de cette forêt entre la fin du XIe siècle et le début du XIIe siècle. Les limites et l’étendue du défrichement sont encore assez bien perceptibles sur les cartes de la région. Tout comme Corneville-la-Fouquetière ou encore Saint-Aubin-le-Guichard, communes voisines, Saint-Clair-d’Arcey semble trouver son origine de ce défrichement, caractéristique de la période médiévale. Un certain nombre de micro toponymes rappellent cet essartage : »le Grand Chesnay », le Petit Chenay », « la Hêtraie », « la Sapaie ».
En 1830, on trouva, fortuitement dissimulé sous un amoncellement, près de l'église, un boisseau de monnaies à l'effigie de Gordien III le Pieux empereur de 238 à 244.
Enfin, il est fort possible que la voie antique qui reliait Lisieux :/Thiberville :/Bernay/Beaumont-le -Roger (dont on n'a pas tout le tracé exact) passe par le territoire de Saint-Clair-d'Arcey.
Le 1er janvier 2019, elle fusionne avec Saint-Aubin-le-Vertueux et Saint-Quentin-des-Isles pour constituer la commune nouvelle de Treis-Sants-en-Ouche dont la création est actée par un arrêté préfectoral du 25 septembre 2018.

## Politique et administration
| Période                                  | Période   | Identité        | Étiquette | Qualité                    |
| ---------------------------------------- | --------- | --------------- | --------- | -------------------------- |
| 1965                                     | 1971      | Robert Ragot    |           |                            |
| 1977                                     | 1983      | M. Le Gal       |           |                            |
| mars 2001                                | mars 2008 | Henri Rodriguez |           |                            |
| mars 2008                                | mars 2014 | Daniel Campmas  |           |                            |
| mars 2014                                | En cours  | Gilbert Chalony | SE        | Retraité Fonction publique |
| Les données manquantes sont à compléter. |           |                 |           |                            |

## Démographie
L'évolution du nombre d'habitants est connue à travers les recensements de la population effectués dans la commune depuis 1793. Pour les communes de moins de 10 000 habitants, une enquête de recensement portant sur toute la population est réalisée tous les cinq ans, les populations de référence des années intermédiaires étant quant à elles estimées par interpolation ou extrapolation. Pour la commune, le premier recensement exhaustif entrant dans le cadre du nouveau dispositif a été réalisé en 2006.

En 2016, la commune comptait 342 habitants, en évolution de +3,95 % par rapport à 2010 (Eure : −0,25 %, France hors Mayotte : +2,11 %).
| 1793  | 1800 | 1806 | 1821 | 1831 | 1836 | 1841 | 1846 | 1851 |
| ----- | ---- | ---- | ---- | ---- | ---- | ---- | ---- | ---- |
| 1 040 | 611  | 738  | 679  | 662  | 626  | 629  | 596  | 554  |

| 1856 | 1861 | 1866 | 1872 | 1876 | 1881 | 1886 | 1891 | 1896 |
| ---- | ---- | ---- | ---- | ---- | ---- | ---- | ---- | ---- |
| 486  | 480  | 484  | 370  | 401  | 378  | 368  | 379  | 350  |

| 1901 | 1906 | 1911 | 1921 | 1926 | 1931 | 1936 | 1946 | 1954 |
| ---- | ---- | ---- | ---- | ---- | ---- | ---- | ---- | ---- |
| 330  | 325  | 309  | 289  | 244  | 252  | 210  | 254  | 295  |

| 1962 | 1968 | 1975 | 1982 | 1990 | 1999 | 2006 | 2011 | 2016 |
| ---- | ---- | ---- | ---- | ---- | ---- | ---- | ---- | ---- |
| 309  | 286  | 262  | 250  | 292  | 325  | 310  | 335  | 342  |

## Culture locale et patrimoine

### Lieux et monuments
- L'église Saint-Clair

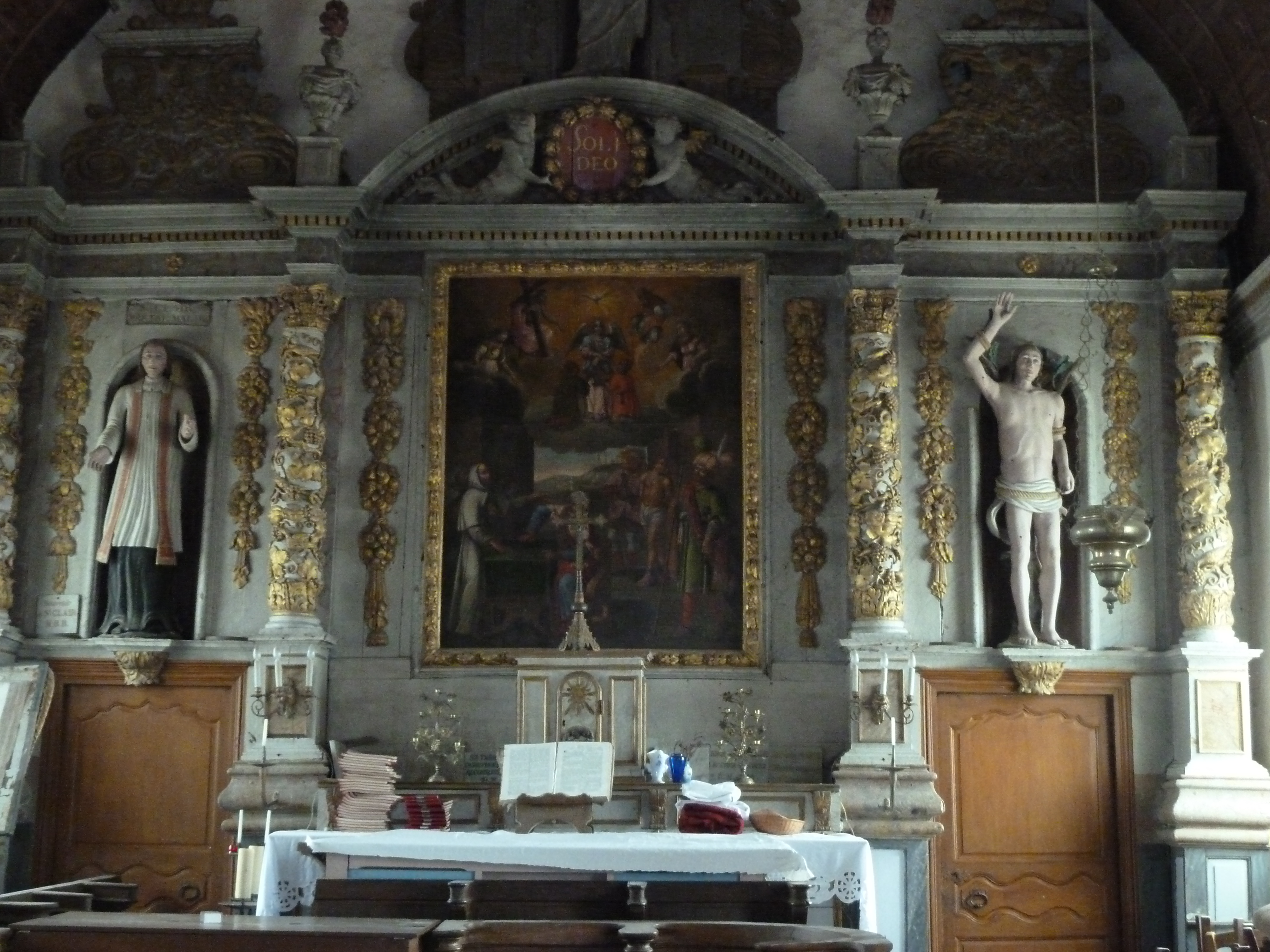
Le retable de l'église Saint-Clair.

L'église paroissiale est dédiée à saint Clair et le droit de présentation à la cure, qui appartenait originairement au seigneur du lieu fut cédé, au début du XIIIe siècle par Guillaume de Sacquenville au chapitre d'Évreux.
L'édifice d'origine romane est de plan rectangulaire avec chœur en retrait. Il a conservé de l'époque de sa construction un portail occidental en plein cintre et une haute baie, aujourd'hui murée qui présente à l'intérieur un décor de bâtons brisés.
L'église a été en grande partie reconstruite au XVIIe siècle.
Son mobilier, particulièrement abondant, comporte une série de statues du XVIe siècle, aujourd'hui disposées sur l'une des poutres de la charpente de la nef : Christ de la Flagellation, saint Sébastien, saint Clair, saint Antoine, ermite, sainte Catherine et sainte Anne ; ainsi qu'un christ de poutre de gloire, malheureusement mutilé.
Au XVIIe siècle appartiennent le retable du maître-autel avec les statues du Saint Sauveur, de saint Clair et de saint Nicolas, sa toile représentant le rachat de captifs par deux religieux trinitaires ; les retables des autels latéraux et les statues de la vierge à l'enfant, de saint Georges et de saint Jean, le Christ de la poutre de gloire et le pupitre d'évangéliaire.
Du XVIIIe siècle datent la chaire, le banc, œuvre de style « rocaille », ainsi qu'un certain nombre de toiles (le Christ, la Vierge, saint Jean, le Baptême du Christ, les Pèlerins d'Emmaüs, un saint évêque (saint Clair ?), les stalles, le chasublier de la sacristie, deux panneaux de bois peint représentant deux anges adorateurs se faisant face, six chandeliers d'autel en bois sculptés et le bénitier de marbre en forme de coquille.

### Patrimoine naturel

#### Site inscrit
- L'if du cimetière de Saint-Clair  Site inscrit (1937)[14].